# Уцедел
Уцедел (њем. Utzedel) општина је у њемачкој савезној држави Мекленбург-Западна Померанија. Једно је од 69 општинских средишта округа Демин. Према процјени из 2010. у општини је живјело 556 становника. Посједује регионалну шифру (AGS) 13052097.

## Географски и демографски подаци
Уцедел се налази у савезној држави Мекленбург-Западна Померанија у округу Демин. Општина се налази на надморској висини од 29 метара. Површина општине износи 25,8 km². У самом мјесту је, према процјени из 2010. године, живјело 556 становника. Просјечна густина становништва износи 22 становника/km².